# Plancks strålingslov
Plancks strålingslov beskriver den elektromagnetiske stråling, som udsendes fra et legeme, der ellers er helt sort - et såkaldt sort legeme. Sortlegemestrålingen for hver frekvens {\displaystyle \nu } er i følge Plancks lov givet ved:
{\displaystyle B_{\nu }={\frac {2h}{c^{2}}}{\frac {\nu ^{3}}{{\text{e}}^{\frac {h\nu }{k_{\text{B}}T}}-1}}}
hvor {\displaystyle B_{\nu }} er radiansen, hvilket er effekten pr. areal, pr. rumvinkel og pr. frekvens. Plancks konstant er skrevet som {\displaystyle h}, {\displaystyle c} er lysets hastighed i vakuum, {\displaystyle k_{\text{B}}} er Boltzmanns konstant, og {\displaystyle T} er temperaturen af det sorte legeme, målt i Kelvin. Plancks lov kan bruges til at udlede både Wiens forskydningslov og Stefan-Boltzmanns lov.
Radiansen {\displaystyle B_{\lambda }} pr. bølgelængde {\displaystyle \lambda } i stedet for frekvens er givet ved:
{\displaystyle B_{\lambda }={\frac {2hc^{2}}{\lambda ^{5}}}{\frac {1}{{\text{e}}^{\frac {hc}{\lambda k_{\text{B}}T}}-1}}}
Historisk var Plancks strålingslov en af de første kvantemekaniske resultater.